# Андикожа-батира
Андико́жа-бати́ра (каз. Андықожа Батыр) — село у складі району Біржан-сала Акмолинської області Казахстану. Адміністративний центр Донського сільського округу.
Населення — 728 осіб (2021; 919 у 2009, 1135 у 1999, 1311 у 1989).
Національний склад станом на 1989 рік:
- росіяни — 38 %;
- казахи — 33 %.

До 2001 року село називалося Донське.